# Hans-Jürgen Kreische
Hans-Jürgen ("Hansi") Kreische (Dresden, 19 juli 1947) is een voormalig voetballer uit Oost-Duitsland, die speelde als aanvallende middenvelder. Na zijn actieve loopbaan stapte hij het trainersvak in.

## Clubcarrière
Kreische kwam zijn gehele carrière uit voor Dynamo Dresden, de club uit zijn geboortestad. Hij werd één keer verkozen tot Oost-Duits voetballer van het jaar, en was viermaal topscorer in de DDR-Oberliga. 

## Interlandcarrière
Met de nationale ploeg won Kreische de bronzen medaille op de Olympische Spelen in 1972 (München). Hij speelde in totaal vijftig interlands (25 goals) voor de DDR.

## Erelijst
Dynamo Dresden
- DDR-Oberliga

1971, 1973, 1976, 1977, 1978
- Topscorer DDR-Oberliga

1971, 1972, 1973, 1976
- Oost-Duitse beker

1971, 1977
- Oost-Duits voetballer van het jaar

1973